# Гімн Української РСР
Гімн Української Радянської Соціалістичної Республіки — державний гімн Української РСР в період з 1949 по 1991 рр.
Музика — авторський колектив під керівництвом Антона Лебединця, слова — Павло Тичина. З версії гімну від 1978 року в другій строфі Микола Бажан видалив згадку про Сталіна.

## Текст
| Живи, Україно, прекрасна і сильна, В Радянськім Союзі ти щастя знайшла. Між рівними рівна, між вільними вільна, Під сонцем свободи, як цвіт, розцвіла. Слава Союзу Радянському, слава! Слава Вітчизні народів-братів! Живи, Україно, радянська державо, Возз’єднаний краю на віки-віків! Нам завжди у битвах за долю народу Був другом і братом російський народ, І Ленін осяяв нам путь на свободу, І Сталін веде нас до світлих висот. Слава Союзу Радянському, слава! Слава Вітчизні народів-братів! Живи, Україно, радянська державо, Возз’єднаний краю на віки-віків! Розіб’ємо всі ми ворожі навали Народного гніву священним мечем! Під стягом радянським ми дужими стали І в світ комунізму велично ідем! Слава Союзу Радянському, слава! Слава Вітчизні народів-братів! Живи, Україно, радянська державо, Возз’єднаний краю на віки-віків! | Живи, Україно, прекрасна і сильна, В Радянськім Союзі ти щастя знайшла. Між рівними рівна, між вільними вільна, Під сонцем свободи, як цвіт розцвіла. Слава Союзу Радянському, слава! Слава Вітчизні на віки-віків! Живи, Україно, радянська державо, В єдиній родині народів-братів! Нам завжди у битвах за долю народу Був другом і братом російський народ, Нас Ленін повів переможним походом Під прапором Жовтня до світлих висот. Слава Союзу Радянському, слава! Слава Вітчизні на віки-віків! Живи, Україно, радянська державо, В єдиній родині народів-братів! Ми славим трудом Батьківщину могутню, Утверджуєм правду безсмертних ідей. У світ комунізму — величне майбутнє Нас Ленінська партія мудро веде. Слава Союзу Радянському, слава! Слава Вітчизні на віки-віків! Живи, Україно, радянська державо, В єдиній родині народів-братів! |

## Скасування гімну
УКАЗ ПРЕЗИДІЇ ВЕРХОВНОЇ РАДИ УКРАЇНИ
Про Державний гімн України
(Відомості Верховної Ради України (ВВР), 1992, N 17, ст.217)
Президія Верховної Ради України п о с т а н о в л я є:
1. Затвердити музичну редакцію Державного гімну України,
автором музики якої є М.М.Вербицький.
2. Запровадити повсюдне виконання Державного гімну України,
затвердженого цим Указом, з 16 січня 1992 року.
3. Визнати таким, що втратив чинність, Указ Президії
Верховної Ради Української РСР від 22 березня 1978 року «Про
Державний гімн Української РСР» (Відомості Верховної Ради УРСР,
1978 р., N 14, ст.214).
Голова Верховної Ради України І.ПЛЮЩ
м. Київ, 15 січня 1992 року
N 2042-XII

## Відповідальність
За публічне виконання гімну УРСР, рівно як і гімнів інших радянських республік та гімну СРСР, статтею 436-1 Кримінального кодексу України передбачено покарання у вигляді обмеження волі на строк до п'яти років або позбавленням волі на той самий строк з конфіскацією майна або без такої.
Ті самі дії, вчинені особою, яка є представником влади, або вчинені повторно, або організованою групою, або з використанням ЗМІ, караються позбавленням волі на строк від п’яти до десяти років з конфіскацією майна або без такої.